# Juniperus excelsa
Espèce
Statut de conservation UICN

 LC  : Préoccupation mineure
Le Genévrier grec (Juniperus excelsa) est un arbre appartenant au genre Juniperus et à la famille des Cupressaceae.